# Swietenia
Swietenia é um género botânico pertencente à família Meliaceae que inclui a maioria das espécies produtoras das madeiras comercializadas sob a designação de mogno.

## Espécies
- Swietenia acutifólia Stokes 1812
- Swietenia alternifólia (Mill.) Steud. 1841
- Swietenia angolensis Welw. ex C. DC. 1859
- Swietenia aubrevilleana Stehlé & Cusin 1958
- Swietenia bijuga P. Preuss	1901
- Swietenia chloroxylon Roxb. 1795
- Swietenia cirrhata S.F. Blake 1920
- Swietenia humilis Zucc. 1836
- Swietenia macrophylla King 1886: mogno-brasileiro
- Swietenia mahagoni (L.) Jacq. 1760
- Swietenia mahogani L. 1753
- Swietenia senegalensis Desr. 1791
- Swietenia sureni Blume 1823